# Virág Nagy
Virág Nagy (Budapest, 4 luglio 2001) è una calciatrice ungherese, difensore del Meppen e della nazionale ungherese.

## Carriera

### Nazionale
Nagy inizia a essere convocata dalla Federcalcio ungherese fin dal 2015, inserita poco più che quattordicenne nella rosa della formazione Under-17 che disputa le qualificazioni all'Europeo di Bielorussia 2016. Rimasta in quota anche per le successive qualificazioni agli europei di Repubblica Ceca 2017 e Lituania 2018, matura complessivamente 13 presenze con la U17 senza che la sua squadra riuscisse mai a qualificarsi a una fase finale.
Dal 2018 passa all'Under-19, con la quale disputa le qualificazioni agli europei di Scozia 2019 e Georgia 2020, fallendo nuovamente la qualificazione alla fase finale nella prima e, pur ottenendo il passaggio al turno élite, non continuando il torneo causa la cancellazione dello stesso come misura di prevenzione alla pandemia di COVID-19 in Europa.
Nel 2020 arriva anche la prima convocazione con la nazionale maggiore, con la quale debutta in amichevole, sotto la guida della selezionatrice Edina Markó il 17 settembre nella pesante sconfitta per 8-0 con la Svezia, rilevando Zsanett Jakabfi al 77' In seguito la tedesca Margret Kratz, che rileva Markó sulla panchina della nazionale ungherese dal luglio 2021, la convoca con maggiore regolarità per le qualificazioni, nel gruppo B della zona UEFA, al Mondiale di Australia e Nuova Zelanda 2023.

## Statistiche

### Presenze e reti nei club
Statistiche (parziali) aggiornate al 18 maggio 2024.
| Stagione           | Squadra            | Campionato         | Campionato | Campionato | Coppe nazionali | Coppe nazionali | Coppe nazionali | Coppe continentali | Coppe continentali | Coppe continentali | Altre coppe | Altre coppe | Altre coppe | Totale | Totale |
| Stagione           | Squadra            | Comp               | Pres       | Reti       | Comp            | Pres            | Reti            | Comp               | Pres               | Reti               | Comp        | Pres        | Reti        | Pres   | Reti   |
| ------------------ | ------------------ | ------------------ | ---------- | ---------- | --------------- | --------------- | --------------- | ------------------ | ------------------ | ------------------ | ----------- | ----------- | ----------- | ------ | ------ |
| 2019-2020          | Ferencváros        | NBI                | ?          | ?          | CU              | ?               | ?               | UWCL               | 1                  | 0                  |             | -           | -           | 1+     | 0+     |
| 2020-2021          | Ferencváros        | NBI                | ?          | ?          | CU              | ?               | ?               | UWCL               | 1                  | 0                  |             | -           | -           | 1+     | 0+     |
| Totale Ferencváros | Totale Ferencváros | Totale Ferencváros | ?          | ?          |                 | ?               | ?               |                    | 2                  | 0                  |             | -           | -           | 2+     | 0+     |
| 2021-2022          | MTK Hungária       | NBI                | 23         | 6          | CU              | ?               | ?               |                    | -                  | -                  |             | -           | -           | 23+    | 6+     |
| 2022-2023          | Sassuolo           | A                  | 15         | 0          | CI              | 1               | 0               |                    | -                  | -                  |             | -           | -           | 16     | 0      |
| 2023-2024          | Sassuolo           | A                  | 1          | 1          | CI              | 1               | 0               | -                  | -                  | -                  | -           | -           | -           | 2      | 1      |
| Totale Sassuolo    | Totale Sassuolo    | Totale Sassuolo    | 16         | 1          | -               | 2               | 0               | -                  | -                  | -                  | -           | -           | -           | 18     | 1      |
| gen.-giu. 2024     | Sampdoria          | A                  | 5          | 0          | CI              | 2               | 0               | -                  | -                  | -                  | -           | -           | -           | 7      | 0      |
| Totale carriera    | Totale carriera    | Totale carriera    | 44+        | 7+         |                 | 4+              | 0+              |                    | 2                  | 0                  |             | -           | -           | 50+    | 7+     |

## Palmarès

### Club
- Campionato ungherese: 2

Ferencváros: 2019-2020, 2020-2021
- Coppa d'Ungheria femminile: 1

Ferencváros: 2020-2021